# Arkadia (powiat Łowicki)
Arkadia is een dorp in het Poolse woiwodschap Łódź, in het district Łowicki. De plaats maakt deel uit van de gemeente Nieborów en telt ca. 250 inwoners.

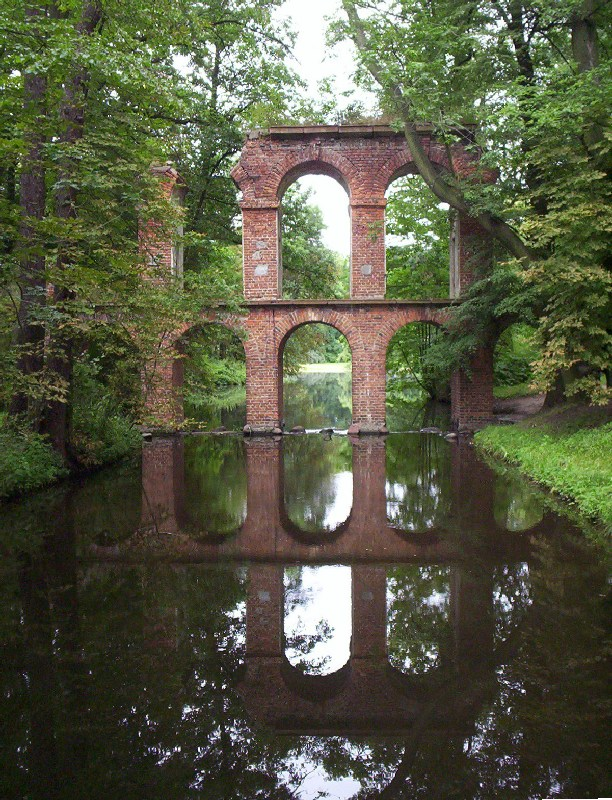
Akwedukt na Skierniewce